# Bauchi (cidade)
Bauchi é uma cidade da Nigéria, capital do estado de Bauchi. Sua população, estimada em 2004, era de 316.173 habitantes. A área de governo local abrange uma área de 3.687 km2 e tinha uma população de 493.810 habitantes no momento do Censo 2006.

## História
A cidade foi fundada por Iacube ibne Dadi, o único não-Fula portador da bandeira do Califado de Socoto. O nome foi derivado de um caçador chamado Bauxe, que aconselhou Iacube para construir a sua cidade a oeste da montanha Uarinje. Em troca, Iacube prometeu dar o nome do caçador à sua cidade.

## Transporte
Bauchi foi originalmente servida por um  Light railway bitola estreita 762 mm (2 ft 6 in), mas isso foi mais tarde convertido para a bitola normal de 1 067 mm (3 ft 6 in).